# Modré jezero (Chorvatsko)
Modré jezero (chorvatsky Modro jezero) je krasové jezero v závrtu u obce Imotski ve Splitsko-dalmatské župě v Chorvatsku. Dosahuje maximální délky 800 m a šířky 500 m. Jeho hloubka se pohybuje mezi 20 až 90 m, přičemž hloubka celého závrtu je 200 m. Jezero bylo původně podzemní a teprve, když se zřítil strop jeskyně, tak se změnilo na povrchové.

## Vodní režim
V závislosti na síle přítoku výška hladiny značně kolísá a někdy jezero i vysychá.

## Využití
K jezeru je snadný přístup. V létě je hojně využívané ke koupání, jeho pláže připomínají moře. Také v něm se v něm konají soutěže v různých vodních sportech a pokud vyschne, hraje se na jeho dně fotbal.[zdroj⁠?!]